# Liechtenstein en los Juegos Paralímpicos de Pekín 2022
Liechtenstein estuvo representado en los Juegos Paralímpicos de Pekín 2022 por una deportista femenina. El equipo paralímpico liechtensteiniano no obtuvo ninguna medalla en estos Juegos.